# Grušić
Grušić (en serbe cyrillique : Грушић) est un village de Serbie situé sur le territoire de la ville de Šabac, district de Mačva. Au recensement de 2011, il comptait 746 habitants.

## Démographie
| 1948  | 1953  | 1961  | 1971  | 1981  | 1991 | 2002 | 2011 |
| ----- | ----- | ----- | ----- | ----- | ---- | ---- | ---- |
| 1 179 | 1 238 | 1 173 | 1 071 | 1 003 | 976  | 874  | 746  |

|  |